# Locher Hammer
Der Locher Hammer, teils auch als Philippskotten bezeichnet, ist ein ehemaliger Reckhammer im Solinger Stadtteil Wald an der Grenze zu Merscheid.

## Lage und Beschreibung
Der Locher Hammer befindet sich südöstlich des namensgebenden Ortes Loch am Ufer des Lochbachs. Zu dem noch vorhandenen Gebäude an Locher Straße 91 gehörten ursprünglich noch weitere Nebengebäude, die jedoch abgerissen wurden. Am Ufer des Lochbachs führt heute ein Waldweg entlang, der auch den ehemaligen Locher Hammer passiert. Weiter flussabwärts lag der Locher Kotten, flussaufwärts befand sich der Dorpskotten. Auf dem südlich gelegenen Höhenrücken befinden sich außerdem die Orte Höhe, Limminghofen und Scheuren.

## Geschichte
Der Locher Hammer soll in der ersten Hälfte des 17. Jahrhunderts von dem aus Dahl stammenden Richter Rütger Vischer errichtet worden sein. Im Jahre 1715 ist der Hammer in der Karte Topographia Ducatus Montani, Blatt Amt Solingen, von Erich Philipp Ploennies verzeichnet. Die Topographische Aufnahme der Rheinlande von 1824 verzeichnet das Hammerwerk ebenso wie die Preußische Uraufnahme von 1844 und die Topographische Karte des Regierungsbezirks Düsseldorf von 1871.
Während der benachbarte Locher Kotten zunächst zur Bürgermeisterei Merscheid innerhalb des preußischen Kreises Solingen gehörte, wurde der Locher Hammer nach Gründung der Mairien und späteren Bürgermeistereien Anfang des 19. Jahrhunderts der Bürgermeisterei Wald zugeordnet. Im Rahmen von Grenzkorrekturen zum 30. August 1893 wurde dann auch unter anderem auch der Locher Kotten der Bürgermeisterei Wald zugeordnet.
Mit der Städtevereinigung zu Groß-Solingen im Jahre 1929 wurde der Locher Hammer nach Solingen eingemeindet. Nach mehrfach wechselnden Eigentümern, die den Hammer betrieben hatten, wurde er im Jahre 1938 zum Kauf angeboten. Die Stadt Solingen erwarb den Locher Hammer daraufhin für 6.000 Mark, der Stauteich soll noch bis in die 1950er Jahre vorhanden gewesen sein.
Die Nebengebäude des Hammers wurden abgerissen, das Gebäude Locher Straße 91 wurde in ein Wohnhaus umgewandelt. Das zweigeschossige, verputzte Gebäude mit Satteldach wurde am 17. Januar 1985 unter der laufenden Nummer 531 in die Denkmalliste der Stadt Solingen eingetragen. Seit 2009 dient das Gebäude als Gästehaus der International Police Association (IPA), Landesgruppe Nordrhein-Westfalen.